# Convoglio HG-76
Il Convoglio HG-76 fu un convoglio navale Alleato, partito da Gibilterra con destinazione Liverpool, attaccato nell'Oceano Atlantico da U-Boot tedeschi, durante la seconda guerra mondiale. L'esito dello scontro, avvenuto durante la lunga crociera svoltasi tra il 14 ed il 27 dicembre 1941, tra le unità sottomarine tedesche e le forze di superficie inglesi di scorta al convoglio, costituì il primo significativo insuccesso della flotta sottomarina tedesca.

## La disponibilità delle forze all'inizio del conflitto
Nel 1939 il Regno Unito aveva la necessità di importare oltre 50 milioni di tonnellate di merci via mare al fine di mantenere il livello di vita prebellico e per farlo disponeva di una imponente flotta mercantile, dotata di circa 3 000 navi oceaniche e di 1 000 unità d'altura, per un totale di 21 milioni di tonnellate di stazza lorda. e di circa 160 000 uomini di equipaggio, ed oltre 2 500 unità di questa flotta erano costantemente in mare. A protezione della flotta mercantile erano schierate 220 unità dotate di asdic: 165 cacciatorpediniere, 35 corvette e 20 motopescherecci: la proporzione tra mercantili ed unità di scorta era dunque di circa 40 a 1.
La Germania prevedeva per il conflitto appena iniziato un largo utilizzo della guerra sottomarina a dispetto di quella di superficie; tale atteggiamento traeva origine dalle difficoltà che si erano concretizzate durante la prima guerra mondiale dove, la seppure consistente Marina Imperiale tedesca, era stata di fatto bloccata per tutto il conflitto nel Mar Baltico a causa della superiorità numerica della Marina da guerra inglese e quindi si era reso necessario, anche a causa del ritardo nello sviluppo del cosiddetto Piano Z, l'approntamento del maggior numero di unità veloci per tentare di compensare la sproporzione delle forze in campo ma, nel settembre del 1939, la Germania disponeva di soli 57 sommergibili: 30 di tipo costiero, dotati di un'autonomia limitata, e 26 di tipo oceanico.

## Le tattiche dei convogli e dei branchi di lupi
La Gran Bretagna, sulla base dell'esperienza maturata durante la prima guerra mondiale, seguitò e diffuse largamente, al fine del proprio vitale sostentamento, la tattica dei convogli, ossia gruppi numerosi di bastimenti e di naviglio mercantile protetti da aerei, laddove il raggio di azione lo consentiva ed ove fossero disponibili portaerei di scorta, ed unità navali militari di scorta, dotate di armamento anti sommergibile. Il numero di navi che costituivano un convoglio era indefinito e variabile ma, per consentirne efficacemente la protezione, il numero minimo era intorno alle 30 imbarcazioni, fino a raggiungere un numero massimo di 100.
Analogamente al primo conflitto mondiale la Kriegsmarine utilizzò i sommergibili come arma contro i convogli inglesi ma, diversamente da quanto accadde in precedenza, il comandante della flotta sottomarina tedesca, l'ammiraglio Karl Dönitz, escogitò una nuova strategia che consisteva nel diverso utilizzo della tattica di attacco dei sommergibili, ossia non più l'attesa delle navi nei pressi delle installazioni portuali ma l'intercettazione in alto mare, l'inseguimento in attesa di altre unità e l'attacco coordinato con tutti i sommergibili a disposizione in quella zona di mare. Per consentire l'attuazione della nuova strategia, denominata dei branchi di lupi, Dönitz considerò che sarebbe stata necessaria una disponibilità di sommergibili di almeno 300 unità, numero previsto nel suo piano prebellico, numero che tuttavia egli avrebbe ottenuto solo nel luglio del 1942.

## La partenza ed i primi scontri
Alle ore 16.00 del 14 dicembre 1941 salpò da Gibilterra un convoglio composto da 32 mercantili e denominato in codice HG-76, scortato dal 36º gruppo di scorta, composto da 13 corvette, agli ordini del capitano di corvetta Frederic John Walker, a cui si sarebbe aggiunto un secondo gruppo, composto da una portaerei di scorta, l'HMS Audacity, e da 3 cacciatorpediniere, al comando del capitano di fregata D.W. MacEndrick. Il convoglio entrò nell'Oceano Atlantico senza incidenti e l'unico avvistamento del nemico avvenne prima della mezzanotte del 14, quando uno Swordfish ebbe un contatto ASV con un sommergibile in emersione, lanciando alcune bombe che non centrarono il bersaglio e, a seguito dell'attacco aereo, il capitano Walker distaccò due unità della scorta per la ricerca che fecero ritorno alle 04.00 senza che questa avesse avuto esito.
Anche il giorno 15 trascorse senza che avvenissero attacchi ma il convoglio ricevette informazioni da Londra, grazie alla decifrazione delle trasmissioni tedesche, avvenute con l'utilizzo della macchina Enigma, sulla presenza di diversi sommergibili nella zona ma l'unico contatto avvenne alle ore 05.57 del 16 quando un altro Swordfish, proveniente da Gibilterra, avvistò un altro sommergibile che seguiva il convoglio attaccandolo senza esito.

### L'affondamento dell'U-131 e dell'U-434

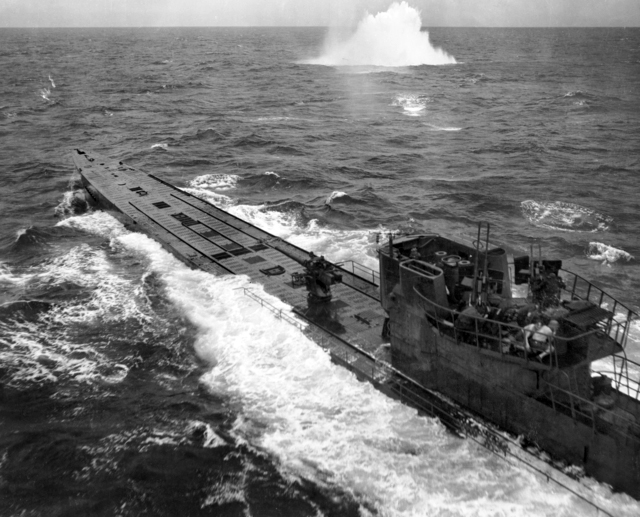
U-Boot Tipo IX sotto attacco

Tutta la giornata del 16 trascorse senza che il convoglio fosse attaccato ma esso era tuttavia seguito a vista dall'U-131, un U-Boot Tipo IX, comandato dal capitano Arend Baumann, mentre dalla Germania era giunto l'ordine all'U-434 ed all'U-574, due sommergibili di Tipo VII, comandati rispettivamente dal tenente Wolfgang Heyda e dal tenente Gengelbach, di unirsi alla caccia. L'U-131 seguì il convoglio con l'intenzione di attaccarlo durante la notte ma, dopo essere stato avvistato ed attaccato due volte da caccia Martlet provenienti dalla Audacity, fu costretto ad immergersi e, una volta localizzato dai cacciatorpediniere di scorta, fu attaccato e danneggiato da bombe di profondità.
Il sommergibile rimase in immersione per circa due ore, riemergendo alle 12.47 per tentare di allontanarsi ma fu nuovamente avvistato ed attaccato da un Martlet decollato dalla Audacity, che venne tuttavia abbattuto dalle mitraglie del sommergibile, ma la corvetta HMS Stork ed i tre cacciatorpediniere HMS Exmoor, HMS Blankney ed HMS Stanley, nel frattempo lanciatisi all'inseguimento, aprirono il fuoco ed un proiettile dello Stanley colpì l'U-131: impossibilitato a manovrare il comandante ne ordinò l'autoaffondamento ed alle 13.30 l'U-Boot si inabissò; non ci furono vittime ed i naufraghi furono raccolti dall'Exmoor e dallo Stanley.
Il convoglio HG-76, dopo essere passato indenne al primo attacco, proseguì indisturbato la navigazione per tutto il giorno 17 ed anche la notte trascorse tranquilla, in quanto i due sommergibili, dopo l'affondamento dell'U-131, si erano allontanati dopo essersi immersi per evitare gli attacchi dei cacciatorpediniere di scorta; esso fu avvistato alle 08.00 del 18 dall'U-434 che tuttavia venne a sua volta avvistato dallo Stanley, che insieme al Blankney e dalla corvetta HMS Deptford, si lanciarono all'inseguimento: alle 09.34 lo Stanley iniziò l'attacco con bombe di profondità che danneggiarono il sommergibile, costringendolo a riemergere a meno di un miglio dalle navi inglesi; iniziata la procedura di autoaffondamento l'equipaggio iniziò a gettarsi in mare ed alle 09.55 l'U-434 scomparve sott'acqua: vi furono solo due vittime tra i marinai ed i naufraghi furono recuperati dallo Stanley e dal Blankney; quest'ultimo, essendo a corto di combustibile, fece rotta verso Gibilterra insieme all'Exmoor con a bordo i prigionieri tedeschi. Prima della mezzanotte del 18 la corvetta HMS Penstemon avvistò l'U-574 ed, insieme ad un'altra corvetta, l'HMS Convolvulus, si lanciò all'inseguimento ma, dopo un breve scontro in cui quest'ultima riuscì ad evitare due siluri lanciati dal sommergibile, il contatto fu perso.

### L'affondamento dell'U-574 e le prime perdite inglesi
Il convoglio continuava a seguire la sua rotta verso Liverpool quando, alle 03.45 del 19 dicembre, lo Stanley segnalò al comando di squadra la presenza di un altro sommergibile: si trattava dell'U-574 che, dopo essersi allontanato a seguito dello scontro con le due corvette di scorta, aveva ripreso l'inseguimento; un inconveniente nella comunicazioni fu tuttavia fatale al cacciatorpediniere inglese che commise l'errore di segnalare visivamente la propria posizione con la lampada Aldis, venendo avvistato chiaramente dal sommergibile che si trovava a breve distanza e che lo colpì con una salva di due siluri, provocandone l'affondamento alle 04.00. Lo Stork si lanciò immediatamente all'inseguimento del sommergibile, nel frattempo immersosi, attaccandolo con bombe di profondità e costringendolo a riemergere a poco più di un miglio di distanza e, dopo un intenso bombardamento con i cannoni di bordo, si avvicinò per speronarlo ed immediatamente dopo l'U-574 si inabissò provocando la morte di 27 marinai ed i superstiti, insieme a quelli dello Stanley, furono raccolti dallo stesso Stork e dall'HMS Samphire.
Nello stesso momento tuttavia il mercantile Ruckinge, di 2 869 tonnellate, fu colpito da un siluro lanciato dall'U-108, un sommergibile di Tipo IX comandato dal tenente Klaus Scholtz, che, approfittando della confusione creatasi a causa del combattimento, riuscì a violare il dispositivo difensivo inglese ed a colpire la nave provocando due vittime tra i marinai; il mercantile non affondò e fu finito a colpi di cannone dopo il recupero dei superstiti da parte delle unità di scorta nel frattempo sopraggiunte.
Le sorti dei primi giorni di navigazione del convoglio avevano fatto registrare un notevole successo da parte della Royal Navy che, a dispetto della perdita di due unità, era riuscita ad affondare tre sommergibili e, dopo che Walker ebbe ricevuto le congratulazioni dall'Ammiragliato, venne da questi informato della probabile presenza di 6 sommergibili tedeschi nella zona ma, nonostante questo, tutta la giornata del 20 trascorse tranquilla.

### La fine dell'Audacity e dell'U-567
Alle 09.10 del 21 dicembre uno degli aerei in missione di pattugliamento avvistò due U-Boot affiancati ed uniti da una passerella, forse intenti a fare delle riparazioni, l'aereo attaccò immediatamente ma senza esito e, dopo che i due sommergibili si furono separati ed allontanati, fu segnalata la loro posizione alle navi di scorta ed iniziarono le ricerche che tuttavia risultarono infruttuose.
Lo Stork navigava con difficoltà, dati i danni subiti a causa dello speronamento, ed il sonar aveva smesso di funzionare, mentre a bordo dell'Audacity il capitano MacEndrick chiese senza successo di riavere la corvetta di scorta che gli era stata sottratta per la caccia ai sommergibili; Walker, ottenuta la segnalazione sulla presenza di sommergibili, ritenne di attuare un piano diversivo: organizzare una visibile e rumorosa battaglia fittizia con alcune unità, allo scopo di attirare i sommergibili e permettere al convoglio di proseguire indisturbato. La diversione ebbe inizio alle 20.00 ma nelle vicinanze del convoglio venne a trovarsi senza essere stato avvistato l'U-567, un sommergibile di Tipo VII comandato dal capitano Engelbert Endrass, che alle 20.32 silurò il cargo norvegese Annavore, di 8 324 tonnellate, affondandolo.

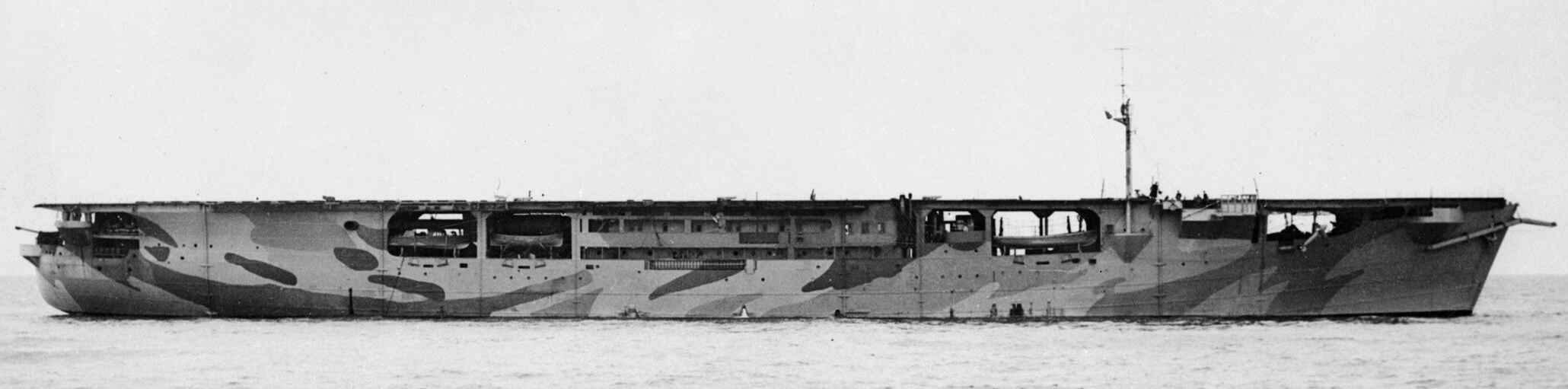
La portaerei di scorta HMS Audacity, affondata dall'U-751 il 21 dicembre 1941

La caccia da parte delle navi di scorta iniziò immediatamente ma il sommergibile riuscì ad allontanarsi e contemporaneamente comparve un altro "lupo": si trattava dell'U-751, un U-Boot Tipo VII comandato dal capitano Gerhard Bigalk, che dal primo pomeriggio aveva iniziato a seguire il convoglio; questi si trovò nelle vicinanze di quella che credeva una grossa petroliera ma i lampi delle esplosioni illuminarono la Audacity, che venne silurata una prima volta alle 20.35 ed una seconda subito dopo affondando rapidamente; a nulla valsero le richieste di soccorso inviate da MacEndrick in quanto le unità di scorta si erano allontanate per la diversione e, una volta giunta la corvetta Pentsemon, essa iniziò le operazioni di recupero dei naufraghi ma, a causa delle condizioni del mare, non fu possibile salvare il comandante.
Lo Stork ed il Deptford si lanciarono all'inseguimento e quest'ultimo riuscì ad affondare l'U-567 ma, sulla rotta di ricongiungimento al convoglio, alle 05.17 del 22 dicembre, avvistò nel buio una sagoma che credeva essere un U-Boot in emersione ed avanzò a tutta forza per speronarlo ma quel bersaglio era lo Stork che ebbe la poppa squarciata dall'urto che uccise anche due prigionieri tedeschi che vi si trovavano.

## L'arrivo a Liverpool
Il 27 dicembre il convoglio HG-76 arrivò a Liverpool con un bilancio di quattro navi perdute, due militari, tra cui l'Audacity, e due mercantili ma con la realizzazione di un grande successo dovuto all'affondamento di quattro sommergibili che valsero al capitano Walker i ringraziamenti dell'Ammiragliato; di contro la vicenda aveva contribuito ad accrescere le apprensioni di Dönitz che, già allarmato dagli scarsi successi degli U-Boot ottenuti nei due mesi precedenti, aveva rilevato che la presenza degli aerei rendeva inapplicabile la tattica dei branchi di lupi, arrivando ad annotare che "il 1941 giunse al termine in un clima di preoccupazione ed ansietà".